# Trigga
Trigga é o sexto álbum de estúdio do cantor norte-americano Trey Songz, lançado a 1 de Julho de 2014 através da Songbook e Atlantic Records. O disco estreou na primeira posição da tabela musical Billboard 200, com 105 mil unidades vendidas na semana de estreia.

## Desempenho nas tabelas musicais

### Posições
| Tabela musical (2014)                         | Melhor posição |
| --------------------------------------------- | -------------- |
| Austrália - ARIA Albums Chart                 | 21             |
| Bélgica - Ultratop 50 (Flandres)              | 93             |
| Canadá - Canadian Albums                      | 20             |
| Dinamarca - Hitlisten                         | 32             |
| Estados Unidos - Billboard 200                | 1              |
| Estados Unidos - Billboard R&B/Hip-Hop Albums | 1              |
| Países Baixos - Mega Album Top 100            | 23             |
| Reino Unido - UK Albums Chart                 | 17             |
| Reino Unido - UK R&B Albums Chart             | 1              |
| Suíça - Schweizer Hitparade                   | 25             |